# Havaji 5.0 (3. sezona)
Premiera tretje sezone serije Havaji 5.0 televizijskega kanala CBS je bila v ZDA 24. septembra 2012. Zaključek sezone se je predvajal 20. maja 2013. Sezona obsega 24 epizod.

## Zasedba

### Glavne vloge
- Alex O'Loughlin kot Steve McGarrett
- Scott Caan kot Danny "Danno" Williams
- Daniel Dae Kim kot Chin Ho Kelly
- Grace Park kot Kono Kalakaua
- Masi Oka kot dr. Max Bergman
- Michelle Borth kot Catherine Rollins

### Ponavljajoče
- Reiko Aylesworth kot Dr. Malia Waincroft
- William Baldwin kot Frank Delano
- Dennis Chun kot narednik Duke Lukela
- Mark Dacascos kot Wo Fat
- Ian Anthony Dale kot Adam Noshimuri
- Daniel Henney kot Michael Noshimuri
- Teilor Grubbs kot Grace Williams
- Richard T. Jones kot guverner Sam Denning
- Christine Lahti kot Doris McGarrett
- Will Yun Lee kot Sang Min
- Taryn Manning kot Mary Ann McGarret
- Teila Tuli kot Kamekona (naveden kot Taylor Wily)
- Brian Yang kot Charlie Fong
- Terry O'Quinn kot Joe White
- Carlos Bernard kot agent WITSEC Chris Channing
- Justin Bruening kot kom. podporočnik William "Billy" Harrington
- Autumn Reeser kot dr. Gabrielle Asano